# Taylor Gardner-Hickman
Taylor Gardner-Hickman, né le 30 décembre 2001 à Telford en Angleterre, est un footballeur anglais qui joue au poste d'arrière droit à Birmingham City en prêt de Bristol City.

## Biographie

### En club
Né à Telford en Angleterre, Taylor Gardner-Hickman est un pur produit du centre de formation de West Bromwich Albion, où il fait toute sa formation. Formé au poste d'ailier, il est reconverti arrière droit.
Le 25 août 2021, Gardner-Hickman joue son premier match en professionnel, lors d'une rencontre de Coupe de la Ligue anglaise contre l'Arsenal FC. Il commence la rencontre en tant que titulaire en tant qu'ailier gauche, mais ne peut empêcher la défaite de son équipe (0-6 score final).
Le 30 décembre 2021, jour de ses 20 ans, Taylor Gardner-Hickman prolonge son contrat avec West Bromwich jusqu'en juin 2026.
Gardner-Hickman inscrit son premier but en professionnel le 15 octobre 2022, à l'occasion d'une rencontre de championnat face au Reading FC. Titulaire au milieu de terrain, il délivre également une passe décisive pour Matt Phillips sur l'ouverture du score, et son équipe s'impose par deux buts à zéro,.
Le 15 janvier 2024, il rejoint Bristol City.

### En sélection
Taylor Gardner-Hickman représente l'équipe d'Angleterre des moins de 20 ans pour un total de deux matchs joués en 2022.

## Palmarès

### En club
Birmingham City
- League One (1) :
  - Champion : 2024-25
- EFL Trophy
  - Finaliste : 2025